# Wattpad
Wattpad é um plataforma que permite compartilhar histórias com as de outras pessoas. Pode ser usado por meio do site, por computador ou aplicativo no celular. Os usuários podem publicar artigos, relatos e poemas sobre qualquer coisa, já seja em linha ou através do Wattpad (para iOS, Android, Windows Phone e On-line). O conteúdo inclui obras tanto de autores desconhecidos como conhecidos. Os usuários podem comentar e votar pelas histórias ou unir-se a grupos associados com o lugar no site.
Algumas de suas histórias foram transformadas em romances populares, séries de TV e filmes Em janeiro de 2019, a Wattpad lançou sua própria divisão editorial chamada Wattpad Books para facilitar o trabalho de seus autores. Em janeiro de 2021, a Naver Corporation anunciou que iria adquirir a Wattpad e o negócio foi concluído em maio de 2021.

## História
O Wattpad foi criada em 2006, como resultado de uma colaboração entre Allen Lau e Ivan Yuen. A empresa está sediada em Toronto, Ontário. Em março de 2009 foi lançada a versão para iPhone, em abril do mesmo ano para o App World do Blackberry e em junho para Android. Em junho de 2009 o Aplicativo superava os cinco milhões de downloads.

## Crescimento e Financiamento
Em 2011, Wattpad anunciou que recebeu 3,5 milhões de dólares em financiamento de seus atuais investidores, bem como por parte de W Média Ventures, Golden Venture Partners e de Union Square Ventures, um dos primeiros investidores em Twitter, Tumblr e outras histórias de sucesso de meios sociais.
Em dezembro de 2011, Wattpad abre uma sede em Toronto, que seria selecionada como a empresa mais popular de meios digitais no país no Intercâmbio de Inovações canadiana desse mesmo ano. O co-fundador e CTO Ivan Yuen também foi reconhecido como um empresário canadense na parte superior dos Impact Infused Awards, patrocinados por Deloitte.

## Aquisição pela Naver
Em janeiro de 2021, a Wattpad anunciou que seria adquirida pela Naver Corporation em um acordo de US$ 600 milhões em dinheiro e ações. Em uma entrevista, Lau afirma que: "ficou muito claro por parte da Naver, que devemos operar da forma mais independente possível". A Wattpad permanecerá sediada no Canadá e sob sua liderança atual.

## Controvérsias
Um grande volume de materiais publicados pelos usuários no Wattpad, são materiais com direitos autorais cujos respectivos autores não outorgaram os direitos de republicação. Em maio de 2009, um artigo no New York Times assinalou: "Os lugares como Scribd e Wattpad, que convidam aos usuários a subirem documentos como teses universitárias e novelas auto editadas, têm sido o objetivo de queixas na indústria nas últimas semanas pela reprodução ilegal de títulos populares que têm aparecido em ditos lugares no site", acusando o Wattpad de ser um lugar que fornece livros piratas. Bill Ray de The Register diz que a companhia "se esconde por trás das regras de salvaguarda, com a promessa de eliminar o conteúdo tão cedo como seja notificada pelos proprietários".
A política do site Wattpad alega que "nós não carregamos o ônus de averiguar o material que viola os termos de direitos autorais" porque "simplesmente não é possível selecionar e verificar todo o conteúdo publicado." Em resposta às críticas da indústria, em abril de 2009 (antes da publicação do artigo do New York Times mencionado) o Wattpad anunciou os "Autores a cargo" do programa, desenhado para permitir aos autores ou seus representantes identificar e diretamente eliminar conteúdo infractor do site, mas este programa está desenhado especificamente para os "autores com livros publicados para a venda".